# Bill Tanner
Bill Tanner is een personage uit de James Bondfilms en -boeken.

## Boeken
In Ian Flemings boeken is Tanner stafchef van MI6. Hij verschijnt niet vaak in de boeken van Fleming, maar in de Bondboeken van John Gardner speelt hij een grotere rol. Fleming omschrijft Tanner als Bonds beste vriend binnen de geheime dienst, en van ongeveer dezelfde leeftijd als Bond.

## Films
| Film                        | Jaar | Acteur            |
| --------------------------- | ---- | ----------------- |
| The Man with the Golden Gun | 1974 | Michael Goodliffe |
| For Your Eyes Only          | 1981 | James Villiers    |
| GoldenEye                   | 1995 | Michael Kitchen   |
| The World Is Not Enough     | 1999 | Michael Kitchen   |
| Quantum of Solace           | 2008 | Rory Kinnear      |
| Skyfall                     | 2012 | Rory Kinnear      |
| Spectre                     | 2015 | Rory Kinnear      |
| No Time to Die              | 2021 | Rory Kinnear      |

Bill Tanner komt in de Bondfilms voor het eerst voor in de negende Bondfilm The Man with the Golden Gun (1974) waar hij werd gespeeld door Michael Goodliffe. Hij verschijnt op M's kantoor met Colthorpe. Tanner heeft in deze film slechts tweemaal tekst, en zijn naam wordt niet genoemd.
In de twaalfde Bondfilm For Your Eyes Only (1981) is Tanner weer van de partij in de gedaante van James Villiers. Hij heeft hier een veel grotere rol dan normaal: M is met verlof, en Tanner vervangt hem tijdelijk. Tanners rol lijkt hierin dan ook veel meer op die van M, en is beduidend strenger en afstandelijker.
In de achttiende Bondfilm GoldenEye (1995) wordt Tanner gespeeld door Michael Kitchen. GoldenEye is de eerste Bondfilm met een vrouw als M (Judi Dench), Tanner beschrijft haar in deze film als de boze cijferkoningin. Kitchen kon vanwege andere afspraken de rol niet spelen in Tomorrow Never Dies (1997), waarop het nieuwe, gelijksoortige personage Charles Robinson werd geïntroduceerd. In The World Is Not Enough (1999) speelt Michael Kitchen opnieuw de rol van Tanner. Hij verschijnt op het Schotse hoofdkwartier van de MI6, en is op het einde van de film aanwezig als Q Bond met een hittecamera opspoort.
In de Bondfilm Quantum of Solace (2008) keerde het personage terug in de gedaante van de Engelse acteur Rory Kinnear. Tanner heeft in deze film een vrij actieve rol, daar hij duidelijk als M's rechterhand functioneert, en contact met Bond onderhoudt. Deze rol wordt in zowel de vierentwintigste Skyfall (2013) als de vijfentwintigste Bondfilm Spectre (2015) door dezelfde acteur voortgezet.

## Trivia
- Tanners rol had ook veel weg van het personage Villiers uit Casino Royale (2006), de naam kwam van acteur James Villiers die eenmaal de rol van Tanner vertolkt had.